# Eleições legislativas portuguesas de 2009 no distrito de Aveiro
| Eleições legislativas portuguesas de 2009 Distritos: Aveiro \| Beja \| Braga \| Bragança \| Castelo Branco \| Coimbra \| Évora \| Faro \| Guarda \| Leiria \| Lisboa \| Portalegre \| Porto \| Santarém \| Setúbal \| Viana do Castelo \| Vila Real \| Viseu \| Açores \| Madeira \| Estrangeiro |

## Resultados por Concelho
Os resultados nos concelhos do Distrito de Aveiro foram os seguintes:

### Águeda
| Partido                 | Partido                        | Votos  | %               | +/-  |
| ----------------------- | ------------------------------ | ------ | --------------- | ---- |
|                         | Partido Socialista             | 9 560  | 36,77 / 100,00  | 3,88 |
|                         | Partido Social Democrata       | 8 648  | 33,27 / 100,00  | 2,71 |
|                         | CDS – Partido Popular          | 3 463  | 13,32 / 100,00  | 2,58 |
|                         | Bloco de Esquerda              | 2 033  | 7,82 / 100,00   | 3,38 |
|                         | Coligação Democrática Unitária | 844    | 3,25 / 100,00   | 0,30 |
|                         | Outros                         | 594    | 2,28 / 100,00   |      |
| Votos Inválidos         | Votos Inválidos                | 854    | 3,28 / 100,00   | 0,45 |
| Total                   | Total                          | 25 996 | 100,00 / 100,00 |      |
| Eleitorado/Participação | Eleitorado/Participação        | 43 854 | 59,28 / 100,00  | 4,80 |

| Freguesia            | %     | %     | %     | %     | %    | Votantes |
| Freguesia            | PS    | PSD   | CDS   | BE    | CDU  | Votantes |
| -------------------- | ----- | ----- | ----- | ----- | ---- | -------- |
| Agadão               | 27,66 | 50,35 | 12,77 | 3,19  | 1,42 | 282      |
| Aguada de Baixo      | 29,36 | 36,26 | 20,35 | 5,26  | 1,29 | 855      |
| Aguada de Cima       | 35,03 | 39,42 | 14,29 | 4,55  | 1,62 | 1 910    |
| Águeda               | 40,24 | 30,20 | 12,40 | 7,90  | 4,16 | 6 016    |
| Barrô                | 39,16 | 36,70 | 10,62 | 5,36  | 1,50 | 932      |
| Belazaima do Chão    | 44,79 | 34,64 | 9,11  | 4,69  | 1,30 | 384      |
| Borralha             | 43,36 | 27,91 | 11,79 | 9,33  | 2,16 | 1 340    |
| Castanheira do Vouga | 29,01 | 41,22 | 15,01 | 7,38  | 1,02 | 393      |
| Espinhel             | 41,72 | 27,52 | 12,45 | 9,56  | 2,96 | 1 486    |
| Fermentelos          | 13,98 | 54,65 | 20,36 | 5,73  | 1,46 | 1 709    |
| Lamas do Vouga       | 48,99 | 29,44 | 8,76  | 5,62  | 2,47 | 445      |
| Macieira de Alcoba   | 19,74 | 51,32 | 13,16 | 7,89  | 2,63 | 76       |
| Macinhata do Vouga   | 37,26 | 30,45 | 12,74 | 8,29  | 4,32 | 1 688    |
| Óis da Ribeira       | 38,88 | 34,10 | 14,14 | 5,82  | 1,46 | 481      |
| Préstimo             | 28,42 | 29,27 | 21,15 | 10,90 | 4,70 | 468      |
| Recardães            | 40,23 | 29,06 | 11,23 | 10,07 | 4,13 | 1 817    |
| Segadães             | 37,72 | 24,18 | 23,02 | 7,35  | 2,13 | 517      |
| Travassô             | 34,59 | 33,44 | 14,84 | 9,72  | 1,99 | 957      |
| Trofa                | 36,75 | 32,49 | 9,45  | 9,79  | 5,30 | 1 736    |
| Valongo do Vouga     | 38,86 | 29,95 | 11,58 | 8,83  | 4,59 | 2 504    |
| Águeda               | 36,77 | 33,27 | 13,32 | 7,82  | 3,25 | 25 996   |

### Albergaria-a-Velha
| Partido                 | Partido                        | Votos  | %               | +/-  |
| ----------------------- | ------------------------------ | ------ | --------------- | ---- |
|                         | Partido Social Democrata       | 4 586  | 35,23 / 100,00  | 4,58 |
|                         | Partido Socialista             | 3 719  | 28,57 / 100,00  | 5,23 |
|                         | CDS – Partido Popular          | 2 616  | 20,10 / 100,00  | 5,33 |
|                         | Bloco de Esquerda              | 1 004  | 7,71 / 100,00   | 3,50 |
|                         | Coligação Democrática Unitária | 424    | 3,26 / 100,00   | 0,60 |
|                         | Outros                         | 293    | 2,25 / 100,00   |      |
| Votos Inválidos         | Votos Inválidos                | 374    | 2,87 / 100,00   | 0,13 |
| Total                   | Total                          | 13 016 | 100,00 / 100,00 |      |
| Eleitorado/Participação | Eleitorado/Participação        | 22 135 | 58,80 / 100,00  | 6,04 |

| Freguesia          | %     | %     | %     | %    | %    | Votantes |
| Freguesia          | PSD   | PS    | CDS   | BE   | CDU  | Votantes |
| ------------------ | ----- | ----- | ----- | ---- | ---- | -------- |
| Albergaria-a-Velha | 34,87 | 27,22 | 20,29 | 9,49 | 3,10 | 4 026    |
| Alquerubim         | 36,83 | 32,38 | 18,15 | 5,34 | 2,31 | 1 124    |
| Angeja             | 31,71 | 33,25 | 15,49 | 7,62 | 6,57 | 1 233    |
| Branca             | 39,54 | 27,33 | 18,26 | 7,44 | 2,35 | 2 891    |
| Frossos            | 26,86 | 30,48 | 26,10 | 6,10 | 5,52 | 525      |
| Ribeira de Fráguas | 29,39 | 32,28 | 24,21 | 6,15 | 2,69 | 1 041    |
| São João de Loure  | 38,78 | 22,17 | 24,61 | 6,61 | 2,35 | 1 150    |
| Valmaior           | 33,24 | 30,02 | 19,88 | 7,89 | 3,90 | 1 026    |
| Albergaria-a-Velha | 35,23 | 28,57 | 20,10 | 7,71 | 3,26 | 13 016   |

### Anadia
| Partido                 | Partido                        | Votos  | %               | +/-  |
| ----------------------- | ------------------------------ | ------ | --------------- | ---- |
|                         | Partido Social Democrata       | 7 288  | 43,99 / 100,00  | 1,66 |
|                         | Partido Socialista             | 4 350  | 26,26 / 100,00  | 5,95 |
|                         | CDS – Partido Popular          | 2 144  | 12,94 / 100,00  | 2,21 |
|                         | Bloco de Esquerda              | 1 220  | 7,36 / 100,00   | 3,23 |
|                         | Coligação Democrática Unitária | 553    | 3,34 / 100,00   | 1,12 |
|                         | Outros                         | 409    | 2,47 / 100,00   |      |
| Votos Inválidos         | Votos Inválidos                | 602    | 3,64 / 100,00   | 0,11 |
| Total                   | Total                          | 16 566 | 100,00 / 100,00 |      |
| Eleitorado/Participação | Eleitorado/Participação        | 28 848 | 57,43 / 100,00  | 5,69 |

| Freguesia              | %     | %     | %     | %     | %    | Votantes |
| Freguesia              | PSD   | PS    | CDS   | BE    | CDU  | Votantes |
| ---------------------- | ----- | ----- | ----- | ----- | ---- | -------- |
| Aguim                  | 41,59 | 34,38 | 7,36  | 10,51 | 2,25 | 666      |
| Amoreira da Gândara    | 44,63 | 25,22 | 17,76 | 5,52  | 2,69 | 670      |
| Ancas                  | 45,82 | 24,38 | 14,00 | 7,22  | 1,35 | 443      |
| Arcos                  | 35,74 | 30,13 | 11,74 | 11,23 | 5,30 | 2 795    |
| Avelãs de Caminho      | 40,46 | 30,78 | 12,72 | 6,21  | 2,46 | 692      |
| Avelãs de Cima         | 53,55 | 19,80 | 13,94 | 4,79  | 2,48 | 1 212    |
| Mogofores              | 33,67 | 35,17 | 12,83 | 9,50  | 3,00 | 600      |
| Moita                  | 43,55 | 25,13 | 14,89 | 7,30  | 3,17 | 1 357    |
| Óis do Bairro          | 48,24 | 29,58 | 9,15  | 7,04  | 1,41 | 284      |
| Paredes do Bairro      | 57,72 | 19,34 | 9,90  | 4,20  | 2,10 | 667      |
| Sangalhos              | 39,52 | 22,97 | 15,18 | 7,53  | 6,76 | 2 338    |
| São Lourenço do Bairro | 43,81 | 28,88 | 12,53 | 7,05  | 2,03 | 1 333    |
| Tamengos               | 44,24 | 29,46 | 10,95 | 8,13  | 1,24 | 886      |
| Vila Nova de Monsarros | 41,02 | 35,57 | 8,41  | 5,34  | 3,18 | 880      |
| Vilarinho do Bairro    | 57,66 | 16,52 | 15,20 | 4,19  | 0,92 | 1 743    |
| Anadia                 | 43,99 | 26,26 | 12,94 | 7,36  | 3,34 | 16 566   |

### Arouca
| Partido                 | Partido                        | Votos  | %               | +/-  |
| ----------------------- | ------------------------------ | ------ | --------------- | ---- |
|                         | Partido Social Democrata       | 4 900  | 37,20 / 100,00  | 9,45 |
|                         | Partido Socialista             | 3 867  | 29,36 / 100,00  | 1,22 |
|                         | CDS – Partido Popular          | 2 464  | 18,70 / 100,00  | 5,18 |
|                         | Bloco de Esquerda              | 624    | 4,74 / 100,00   | 1,81 |
|                         | Movimento Mérito e Sociedade   | 430    | 3,26 / 100,00   | Novo |
|                         | Coligação Democrática Unitária | 265    | 2,01 / 100,00   | 0,31 |
|                         | Outros                         | 191    | 1,44 / 100,00   |      |
| Votos Inválidos         | Votos Inválidos                | 432    | 3,28 / 100,00   | 0,76 |
| Total                   | Total                          | 13 173 | 100,00 / 100,00 |      |
| Eleitorado/Participação | Eleitorado/Participação        | 21 419 | 61,50 / 100,00  | 3,49 |

| Freguesia           | %     | %     | %     | %    | %     | %    | Votantes |
| Freguesia           | PSD   | PS    | CDS   | BE   | MMS   | CDU  | Votantes |
| ------------------- | ----- | ----- | ----- | ---- | ----- | ---- | -------- |
| Albergaria da Serra | 24,00 | 57,33 | 2,67  | 0    | 0     | 5,33 | 75       |
| Alvarenga           | 42,56 | 26,09 | 19,10 | 4,61 | 0,79  | 1,84 | 759      |
| Arouca              | 35,61 | 33,89 | 15,13 | 7,00 | 1,36  | 1,96 | 1 685    |
| Burgo               | 32,50 | 32,77 | 19,79 | 7,25 | 0,98  | 2,06 | 1 117    |
| Cabreiros           | 35,62 | 46,58 | 5,48  | 4,11 | 2,74  | 1,37 | 73       |
| Canelas             | 31,31 | 28,60 | 30,18 | 3,83 | 1,58  | 1,35 | 444      |
| Chave               | 29,14 | 31,37 | 21,27 | 7,76 | 4,82  | 1,41 | 851      |
| Covelo de Paivó     | 41,18 | 32,35 | 20,59 | 1,47 | 0     | 1,47 | 68       |
| Escariz             | 33,79 | 26,42 | 14,09 | 2,64 | 16,65 | 1,04 | 1 249    |
| Espiunca            | 38,93 | 23,66 | 27,86 | 0,38 | 0,38  | 4,58 | 262      |
| Fermedo             | 36,42 | 31,92 | 16,22 | 3,86 | 4,38  | 2,32 | 777      |
| Janarde             | 35,05 | 43,30 | 14,43 | 0    | 0     | 3,09 | 97       |
| Mansores            | 45,11 | 19,12 | 23,80 | 3,07 | 2,63  | 1,17 | 685      |
| Moldes              | 34,25 | 36,45 | 18,02 | 3,85 | 1,51  | 1,24 | 727      |
| Rossas              | 40,34 | 20,27 | 24,37 | 4,73 | 1,47  | 3,68 | 952      |
| Santa Eulália       | 38,86 | 30,68 | 17,65 | 5,00 | 0,83  | 2,73 | 1 320    |
| São Miguel do Mato  | 46,72 | 25,06 | 18,25 | 2,19 | 2,19  | 2,43 | 411      |
| Tropeço             | 37,43 | 27,99 | 20,51 | 4,64 | 2,84  | 2,10 | 668      |
| Urrô                | 43,13 | 28,59 | 15,81 | 4,15 | 1,44  | 1,44 | 626      |
| Várzea              | 44,95 | 28,75 | 14,98 | 3,98 | 1,83  | 1,22 | 327      |
| Arouca              | 37,20 | 29,36 | 18,70 | 4,74 | 3,26  | 2,01 | 13 173   |

### Aveiro
| Partido                 | Partido                        | Votos  | %               | +/-  |
| ----------------------- | ------------------------------ | ------ | --------------- | ---- |
|                         | Partido Social Democrata       | 13 453 | 33,37 / 100,00  | 0,04 |
|                         | Partido Socialista             | 11 695 | 29,01 / 100,00  | 8,41 |
|                         | CDS – Partido Popular          | 6 500  | 16,12 / 100,00  | 2,47 |
|                         | Bloco de Esquerda              | 4 475  | 11,10 / 100,00  | 4,40 |
|                         | Coligação Democrática Unitária | 1 623  | 4,03 / 100,00   | 0,39 |
|                         | Outros                         | 1 258  | 3,12 / 100,00   |      |
| Votos Inválidos         | Votos Inválidos                | 1 310  | 3,25 / 100,00   | 0,17 |
| Total                   | Total                          | 40 314 | 100,00 / 100,00 |      |
| Eleitorado/Participação | Eleitorado/Participação        | 67 247 | 59,95 / 100,00  | 4,80 |

| Freguesia               | %     | %     | %     | %     | %    | Votantes |
| Freguesia               | PSD   | PS    | CDS   | BE    | CDU  | Votantes |
| ----------------------- | ----- | ----- | ----- | ----- | ---- | -------- |
| Aradas                  | 37,93 | 27,19 | 17,42 | 9,51  | 3,07 | 4 163    |
| Cacia                   | 28,76 | 34,97 | 12,44 | 12,61 | 4,10 | 3 560    |
| Eirol                   | 33,54 | 27,44 | 26,42 | 3,05  | 2,03 | 492      |
| Eixo                    | 27,13 | 29,26 | 17,98 | 13,49 | 4,81 | 2 580    |
| Esgueira                | 25,77 | 33,38 | 14,73 | 13,38 | 5,30 | 6 322    |
| Glória                  | 31,93 | 28,99 | 15,49 | 12,07 | 4,76 | 5 757    |
| Nariz                   | 47,66 | 14,55 | 20,69 | 8,01  | 1,34 | 749      |
| Nossa Senhora de Fátima | 48,67 | 16,86 | 22,29 | 6,19  | 2,19 | 1 050    |
| Oliveirinha             | 45,10 | 21,81 | 17,07 | 8,03  | 1,54 | 2 590    |
| Requeixo                | 47,99 | 17,18 | 21,36 | 6,04  | 4,02 | 646      |
| Santa Joana             | 37,36 | 27,56 | 14,82 | 9,70  | 4,07 | 4 299    |
| São Bernardo            | 35,92 | 27,28 | 17,71 | 10,15 | 2,75 | 2 581    |
| São Jacinto             | 25,51 | 43,06 | 17,35 | 6,33  | 2,86 | 490      |
| Vera Cruz               | 30,07 | 31,52 | 15,23 | 12,79 | 4,91 | 5 035    |
| Aveiro                  | 33,37 | 29,01 | 16,12 | 11,10 | 4,03 | 40 314   |

### Castelo de Paiva
| Partido                 | Partido                        | Votos  | %               | +/-  |
| ----------------------- | ------------------------------ | ------ | --------------- | ---- |
|                         | Partido Socialista             | 4 344  | 44,44 / 100,00  | 9,41 |
|                         | Partido Social Democrata       | 3 245  | 33,20 / 100,00  | 1,86 |
|                         | CDS – Partido Popular          | 912    | 9,33 / 100,00   | 4,58 |
|                         | Bloco de Esquerda              | 628    | 6,42 / 100,00   | 2,94 |
|                         | Coligação Democrática Unitária | 233    | 2,38 / 100,00   | 0,17 |
|                         | Outros                         | 165    | 1,68 / 100,00   |      |
| Votos Inválidos         | Votos Inválidos                | 248    | 2,54 / 100,00   | 0,15 |
| Total                   | Total                          | 9 775  | 100,00 / 100,00 |      |
| Eleitorado/Participação | Eleitorado/Participação        | 14 960 | 65,34 / 100,00  | 1,63 |

| Freguesia                | %     | %     | %     | %     | %    | Votantes |
| Freguesia                | PS    | PSD   | CDS   | BE    | CDU  | Votantes |
| ------------------------ | ----- | ----- | ----- | ----- | ---- | -------- |
| Bairros                  | 48,01 | 33,54 | 8,74  | 4,50  | 1,50 | 1 133    |
| Fornos                   | 51,20 | 29,63 | 9,53  | 4,40  | 1,78 | 955      |
| Paraíso                  | 37,99 | 40,50 | 11,11 | 3,94  | 1,25 | 558      |
| Pedorido                 | 53,68 | 21,95 | 6,76  | 8,32  | 3,86 | 829      |
| Raiva                    | 49,53 | 21,91 | 7,83  | 12,90 | 2,93 | 1 264    |
| Real                     | 48,15 | 31,11 | 9,75  | 4,69  | 1,36 | 810      |
| Santa Maria de Sardoura  | 39,85 | 40,12 | 9,24  | 3,78  | 2,97 | 1 483    |
| São Martinho de Sardoura | 36,19 | 42,19 | 8,83  | 7,15  | 1,68 | 1 133    |
| Sobrado                  | 39,57 | 33,53 | 11,74 | 6,58  | 3,04 | 1 610    |
| Castelo de Paiva         | 44,44 | 33,20 | 9,33  | 6,42  | 2,38 | 9 775    |

### Espinho
| Partido                 | Partido                        | Votos  | %               | +/-  |
| ----------------------- | ------------------------------ | ------ | --------------- | ---- |
|                         | Partido Socialista             | 7 630  | 36,05 / 100,00  | 9,36 |
|                         | Partido Social Democrata       | 6 574  | 31,06 / 100,00  | 1,72 |
|                         | Bloco de Esquerda              | 2 106  | 9,95 / 100,00   | 3,93 |
|                         | CDS – Partido Popular          | 2 026  | 9,57 / 100,00   | 3,23 |
|                         | Coligação Democrática Unitária | 1 649  | 7,79 / 100,00   | 0,16 |
|                         | PCTP/MRPP                      | 214    | 1,01 / 100,00   | 0,26 |
|                         | Outros                         | 332    | 1,56 / 100,00   |      |
| Votos Inválidos         | Votos Inválidos                | 635    | 3,00 / 100,00   | 0,05 |
| Total                   | Total                          | 21 166 | 100,00 / 100,00 |      |
| Eleitorado/Participação | Eleitorado/Participação        | 31 513 | 67,17 / 100,00  | 4,09 |

| Freguesia | %     | %     | %     | %     | %     | %    | Votantes |
| Freguesia | PS    | PSD   | BE    | CDS   | CDU   | PCTP | Votantes |
| --------- | ----- | ----- | ----- | ----- | ----- | ---- | -------- |
| Anta      | 36,22 | 29,85 | 11,06 | 9,33  | 7,59  | 1,08 | 6 402    |
| Espinho   | 28,28 | 38,65 | 10,04 | 12,11 | 6,46  | 0,60 | 7 381    |
| Guetim    | 31,52 | 40,55 | 9,03  | 6,67  | 4,52  | 0,82 | 974      |
| Paramos   | 39,58 | 26,93 | 10,48 | 8,18  | 8,22  | 1,39 | 2 165    |
| Silvalde  | 48,54 | 19,60 | 8,06  | 6,90  | 10,93 | 1,48 | 4 244    |
| Espinho   | 36,05 | 31,06 | 9,95  | 9,57  | 7,79  | 1,01 | 21 166   |

### Estarreja
| Partido                 | Partido                        | Votos  | %               | +/-  |
| ----------------------- | ------------------------------ | ------ | --------------- | ---- |
|                         | Partido Social Democrata       | 5 330  | 37,91 / 100,00  | 1,78 |
|                         | Partido Socialista             | 4 131  | 29,38 / 100,00  | 7,76 |
|                         | CDS – Partido Popular          | 1 959  | 13,93 / 100,00  | 4,86 |
|                         | Bloco de Esquerda              | 1 248  | 8,88 / 100,00   | 4,02 |
|                         | Coligação Democrática Unitária | 630    | 4,48 / 100,00   | 0,31 |
|                         | Outros                         | 347    | 2,48 / 100,00   |      |
| Votos Inválidos         | Votos Inválidos                | 416    | 2,95 / 100,00   | 0,21 |
| Total                   | Total                          | 14 061 | 100,00 / 100,00 |      |
| Eleitorado/Participação | Eleitorado/Participação        | 25 116 | 55,98 / 100,00  | 6,28 |

| Freguesia | %     | %     | %     | %     | %    | Votantes |
| Freguesia | PSD   | PS    | CDS   | BE    | CDU  | Votantes |
| --------- | ----- | ----- | ----- | ----- | ---- | -------- |
| Avanca    | 34,58 | 32,89 | 12,44 | 10,03 | 4,42 | 3 369    |
| Beduído   | 34,71 | 32,37 | 12,56 | 9,75  | 5,45 | 4 235    |
| Canelas   | 41,80 | 23,18 | 17,51 | 8,26  | 4,19 | 811      |
| Fermelã   | 38,03 | 31,11 | 13,61 | 6,20  | 4,86 | 823      |
| Pardilhó  | 40,15 | 26,81 | 12,96 | 8,77  | 6,29 | 1 813    |
| Salreu    | 44,95 | 24,06 | 16,36 | 7,22  | 2,17 | 2 078    |
| Veiros    | 40,88 | 23,82 | 19,21 | 7,51  | 1,82 | 932      |
| Estarreja | 37,91 | 29,38 | 13,93 | 8,88  | 4,48 | 14 061   |

### Ílhavo
| Partido                 | Partido                        | Votos  | %               | +/-  |
| ----------------------- | ------------------------------ | ------ | --------------- | ---- |
|                         | Partido Social Democrata       | 6 284  | 35,83 / 100,00  | 4,11 |
|                         | Partido Socialista             | 4 970  | 28,34 / 100,00  | 7,20 |
|                         | CDS – Partido Popular          | 2 596  | 14,80 / 100,00  | 5,11 |
|                         | Bloco de Esquerda              | 1 917  | 10,93 / 100,00  | 4,51 |
|                         | Coligação Democrática Unitária | 681    | 3,88 / 100,00   | 0,32 |
|                         | Outros                         | 504    | 2,87 / 100,00   |      |
| Votos Inválidos         | Votos Inválidos                | 585    | 3,34 / 100,00   | 0,37 |
| Total                   | Total                          | 17 537 | 100,00 / 100,00 |      |
| Eleitorado/Participação | Eleitorado/Participação        | 33 861 | 51,79 / 100,00  | 7,80 |

| Freguesia             | %     | %     | %     | %     | %    | Votantes |
| Freguesia             | PSD   | PS    | CDS   | BE    | CDU  | Votantes |
| --------------------- | ----- | ----- | ----- | ----- | ---- | -------- |
| Gafanha da Encarnação | 42,91 | 23,14 | 16,42 | 7,94  | 3,56 | 2 053    |
| Gafanha da Nazaré     | 33,91 | 28,77 | 15,36 | 11,74 | 3,69 | 6 770    |
| Gafanha do Carmo      | 39,81 | 31,27 | 16,12 | 6,34  | 1,38 | 726      |
| Ílhavo (São Salvador) | 35,28 | 29,04 | 13,80 | 11,43 | 4,36 | 7 988    |
| Ílhavo                | 35,83 | 28,34 | 14,80 | 10,93 | 3,88 | 17 537   |

### Mealhada
| Partido                 | Partido                        | Votos  | %               | +/-  |
| ----------------------- | ------------------------------ | ------ | --------------- | ---- |
|                         | Partido Socialista             | 4 631  | 43,53 / 100,00  | 9,42 |
|                         | Partido Social Democrata       | 2 791  | 26,23 / 100,00  | 0,73 |
|                         | Bloco de Esquerda              | 1 165  | 10,95 / 100,00  | 4,42 |
|                         | CDS – Partido Popular          | 810    | 7,61 / 100,00   | 3,16 |
|                         | Coligação Democrática Unitária | 601    | 5,65 / 100,00   | 1,19 |
|                         | Outros                         | 252    | 2,36 / 100,00   |      |
| Votos Inválidos         | Votos Inválidos                | 389    | 3,66 / 100,00   | 0,37 |
| Total                   | Total                          | 10 639 | 100,00 / 100,00 |      |
| Eleitorado/Participação | Eleitorado/Participação        | 18 563 | 57,31 / 100,00  | 5,26 |

| Freguesia         | %     | %     | %     | %    | %    | Votantes |
| Freguesia         | PS    | PSD   | BE    | CDS  | CDU  | Votantes |
| ----------------- | ----- | ----- | ----- | ---- | ---- | -------- |
| Antes             | 39,48 | 36,90 | 7,75  | 8,49 | 2,58 | 542      |
| Barcouço          | 47,76 | 23,93 | 8,37  | 6,71 | 7,88 | 1 028    |
| Casal Comba       | 48,74 | 21,98 | 11,02 | 7,07 | 5,27 | 1 670    |
| Luso              | 46,30 | 25,09 | 11,61 | 5,94 | 4,28 | 1 447    |
| Mealhada          | 36,69 | 28,96 | 11,96 | 9,26 | 6,88 | 2 224    |
| Pampilhosa        | 43,06 | 20,99 | 13,28 | 8,35 | 7,51 | 2 025    |
| Vacariça          | 47,83 | 26,18 | 10,73 | 5,27 | 4,53 | 1 081    |
| Ventosa do Bairro | 38,10 | 42,28 | 5,47  | 9,49 | 0,32 | 622      |
| Mealhada          | 43,53 | 26,23 | 10,95 | 7,61 | 5,65 | 10 639   |

### Murtosa
| Partido                 | Partido                        | Votos | %               | +/-  |
| ----------------------- | ------------------------------ | ----- | --------------- | ---- |
|                         | Partido Social Democrata       | 2 375 | 51,50 / 100,00  | 4,47 |
|                         | Partido Socialista             | 979   | 21,23 / 100,00  | 5,18 |
|                         | CDS – Partido Popular          | 578   | 12,53 / 100,00  | 5,00 |
|                         | Bloco de Esquerda              | 282   | 6,11 / 100,00   | 2,48 |
|                         | Coligação Democrática Unitária | 139   | 3,01 / 100,00   | 1,01 |
|                         | Outros                         | 119   | 2,58 / 100,00   |      |
| Votos Inválidos         | Votos Inválidos                | 140   | 3,03 / 100,00   | 0,07 |
| Total                   | Total                          | 4 612 | 100,00 / 100,00 |      |
| Eleitorado/Participação | Eleitorado/Participação        | 9 832 | 46,91 / 100,00  | 7,01 |

| Freguesia | %     | %     | %     | %    | %    | Votantes |
| Freguesia | PSD   | PS    | CDS   | BE   | CDU  | Votantes |
| --------- | ----- | ----- | ----- | ---- | ---- | -------- |
| Bunheiro  | 54,63 | 17,14 | 14,51 | 5,11 | 3,06 | 1 371    |
| Monte     | 47,63 | 27,40 | 8,90  | 7,75 | 3,30 | 697      |
| Murtosa   | 57,73 | 18,16 | 9,84  | 5,96 | 2,77 | 1 443    |
| Torreira  | 41,87 | 26,43 | 15,89 | 6,54 | 3,09 | 1 101    |
| Murtosa   | 51,50 | 21,23 | 12,53 | 6,11 | 3,01 | 4 612    |

### Oliveira de Azeméis
| Partido                 | Partido                        | Votos  | %               | +/-  |
| ----------------------- | ------------------------------ | ------ | --------------- | ---- |
|                         | Partido Socialista             | 14 467 | 37,09 / 100,00  | 7,39 |
|                         | Partido Social Democrata       | 13 194 | 33,82 / 100,00  | 0,86 |
|                         | CDS – Partido Popular          | 4 670  | 11,97 / 100,00  | 3,15 |
|                         | Bloco de Esquerda              | 3 263  | 8,37 / 100,00   | 3,65 |
|                         | Coligação Democrática Unitária | 1 076  | 2,76 / 100,00   | 0,16 |
|                         | Movimento Mérito e Sociedade   | 440    | 1,13 / 100,00   | Novo |
|                         | Outros                         | 745    | 1,90 / 100,00   |      |
| Votos Inválidos         | Votos Inválidos                | 1 152  | 2,96 / 100,00   | 0,42 |
| Total                   | Total                          | 39 007 | 100,00 / 100,00 |      |
| Eleitorado/Participação | Eleitorado/Participação        | 60 887 | 64,06 / 100,00  | 4,86 |

| Freguesia               | %     | %     | %     | %     | %    | %    | Votantes |
| Freguesia               | PS    | PSD   | CDS   | BE    | CDU  | MMS  | Votantes |
| ----------------------- | ----- | ----- | ----- | ----- | ---- | ---- | -------- |
| Carregosa               | 29,62 | 35,33 | 15,37 | 8,12  | 2,23 | 2,41 | 2 154    |
| Cesar                   | 39,92 | 30,67 | 10,02 | 8,76  | 3,14 | 2,48 | 1 816    |
| Fajões                  | 30,09 | 38,57 | 12,59 | 4,75  | 3,62 | 5,35 | 1 851    |
| Loureiro                | 49,92 | 24,76 | 14,51 | 5,28  | 1,59 | 0,56 | 1 951    |
| Macieira de Sarnes      | 45,53 | 25,63 | 6,91  | 10,88 | 5,99 | 0,25 | 1 186    |
| Macinhata da Seixa      | 38,57 | 31,07 | 14,42 | 7,50  | 2,81 | 0,35 | 853      |
| Madail                  | 29,86 | 49,28 | 8,79  | 5,93  | 0,82 | 1,02 | 489      |
| Nogueira do Cravo       | 38,66 | 31,13 | 9,38  | 8,91  | 6,25 | 0,81 | 1 728    |
| Oliveira de Azeméis     | 33,02 | 33,95 | 15,60 | 9,57  | 2,45 | 0,76 | 6 082    |
| Ossela                  | 30,95 | 37,62 | 14,15 | 7,40  | 1,93 | 0,96 | 1 244    |
| Palmaz                  | 42,27 | 36,42 | 11,53 | 4,18  | 1,42 | 0,75 | 1 197    |
| Pindelo                 | 39,41 | 30,53 | 10,09 | 9,49  | 3,87 | 0,80 | 1 497    |
| Pinheiro da Bemposta    | 32,92 | 37,43 | 14,80 | 6,91  | 1,09 | 0,82 | 1 838    |
| Santiago de Riba-Ul     | 39,13 | 31,75 | 9,96  | 10,82 | 3,44 | 0,77 | 2 208    |
| São Martinho da Gândara | 38,04 | 38,12 | 11,64 | 5,90  | 2,39 | 0,64 | 1 254    |
| São Roque               | 40,38 | 31,46 | 8,83  | 10,93 | 2,55 | 0,94 | 3 093    |
| Travanca                | 34,91 | 33,63 | 19,08 | 6,78  | 0,79 | 0,79 | 1 017    |
| Ul                      | 36,76 | 38,45 | 13,38 | 5,95  | 1,42 | 0,47 | 1 480    |
| Vila de Cucujães        | 46,10 | 27,40 | 8,47  | 9,24  | 3,03 | 0,74 | 6 069    |
| Oliveira de Azeméis     | 37,09 | 33,82 | 11,97 | 8,37  | 2,76 | 1,13 | 39 007   |

### Oliveira do Bairro
| Partido                 | Partido                        | Votos  | %               | +/-  |
| ----------------------- | ------------------------------ | ------ | --------------- | ---- |
|                         | Partido Social Democrata       | 5 583  | 48,48 / 100,00  | 4,65 |
|                         | CDS – Partido Popular          | 2 531  | 21,98 / 100,00  | 2,86 |
|                         | Partido Socialista             | 1 942  | 16,86 / 100,00  | 2,09 |
|                         | Bloco de Esquerda              | 665    | 5,77 / 100,00   | 2,93 |
|                         | Coligação Democrática Unitária | 238    | 2,07 / 100,00   | 0,44 |
|                         | Outros                         | 199    | 1,73 / 100,00   |      |
| Votos Inválidos         | Votos Inválidos                | 359    | 3,12 / 100,00   | 0,45 |
| Total                   | Total                          | 11 517 | 100,00 / 100,00 |      |
| Eleitorado/Participação | Eleitorado/Participação        | 19 982 | 57,64 / 100,00  | 7,85 |

| Freguesia          | %     | %     | %     | %    | %    | Votantes |
| Freguesia          | PSD   | CDS   | PS    | BE   | CDU  | Votantes |
| ------------------ | ----- | ----- | ----- | ---- | ---- | -------- |
| Bustos             | 46,81 | 26,30 | 16,30 | 4,06 | 2,32 | 1 380    |
| Mamarrosa          | 49,43 | 24,21 | 15,72 | 3,05 | 1,47 | 884      |
| Oiã                | 47,44 | 20,05 | 18,82 | 7,32 | 2,37 | 3 581    |
| Oliveira do Bairro | 46,65 | 19,31 | 19,42 | 6,81 | 2,58 | 2 791    |
| Palhaça            | 52,93 | 23,10 | 11,72 | 4,99 | 1,07 | 1 502    |
| Troviscal          | 51,05 | 25,38 | 13,49 | 3,99 | 1,45 | 1 379    |
| Oliveira do Bairro | 48,48 | 21,98 | 16,86 | 5,77 | 2,07 | 11 517   |

### Ovar
| Partido                 | Partido                        | Votos  | %               | +/-  |
| ----------------------- | ------------------------------ | ------ | --------------- | ---- |
|                         | Partido Socialista             | 11 420 | 39,02 / 100,00  | 9,69 |
|                         | Partido Social Democrata       | 8 335  | 28,48 / 100,00  | 1,37 |
|                         | Bloco de Esquerda              | 3 583  | 12,24 / 100,00  | 4,91 |
|                         | CDS – Partido Popular          | 2 391  | 8,17 / 100,00   | 2,33 |
|                         | Coligação Democrática Unitária | 1 856  | 6,34 / 100,00   | 0,09 |
|                         | Outros                         | 816    | 2,80 / 100,00   |      |
| Votos Inválidos         | Votos Inválidos                | 864    | 2,95 / 100,00   | 0,02 |
| Total                   | Total                          | 29 265 | 100,00 / 100,00 |      |
| Eleitorado/Participação | Eleitorado/Participação        | 47 999 | 60,97 / 100,00  | 4,44 |

| Freguesia                   | %     | %     | %     | %    | %    | Votantes |
| Freguesia                   | PS    | PSD   | BE    | CDS  | CDU  | Votantes |
| --------------------------- | ----- | ----- | ----- | ---- | ---- | -------- |
| Arada                       | 36,24 | 32,45 | 10,46 | 9,44 | 3,96 | 1 769    |
| Cortegaça                   | 47,39 | 27,88 | 9,37  | 7,52 | 2,84 | 2 220    |
| Esmoriz                     | 40,48 | 29,70 | 10,88 | 7,98 | 4,41 | 5 990    |
| Maceda                      | 42,60 | 27,75 | 9,83  | 6,82 | 6,29 | 1 892    |
| Ovar                        | 34,71 | 25,94 | 15,66 | 8,66 | 9,66 | 9 372    |
| São João de Ovar            | 40,28 | 26,00 | 13,13 | 7,83 | 7,00 | 3 488    |
| São Vicente de Pereira Jusã | 42,71 | 32,42 | 7,85  | 8,59 | 3,92 | 1 351    |
| Válega                      | 39,62 | 33,36 | 10,05 | 7,82 | 4,34 | 3 183    |
| Ovar                        | 39,02 | 28,48 | 12,24 | 8,17 | 6,34 | 29 265   |

### Santa Maria da Feira
| Partido                 | Partido                        | Votos   | %               | +/-  |
| ----------------------- | ------------------------------ | ------- | --------------- | ---- |
|                         | Partido Socialista             | 31 194  | 40,31 / 100,00  | 9,72 |
|                         | Partido Social Democrata       | 24 406  | 31,54 / 100,00  | 0,92 |
|                         | Bloco de Esquerda              | 7 335   | 9,48 / 100,00   | 4,58 |
|                         | CDS – Partido Popular          | 7 163   | 9,26 / 100,00   | 2,88 |
|                         | Coligação Democrática Unitária | 2 792   | 3,61 / 100,00   | 0,39 |
|                         | Outros                         | 2 310   | 3,00 / 100,00   |      |
| Votos Inválidos         | Votos Inválidos                | 2 190   | 2,83 / 100,00   | 0,18 |
| Total                   | Total                          | 77 390  | 100,00 / 100,00 |      |
| Eleitorado/Participação | Eleitorado/Participação        | 121 599 | 63,64 / 100,00  | 4,99 |

| Freguesia             | %     | %     | %     | %     | %     | Votantes |
| Freguesia             | PS    | PSD   | BE    | CDS   | CDU   | Votantes |
| --------------------- | ----- | ----- | ----- | ----- | ----- | -------- |
| Argoncilhe            | 39,21 | 33,95 | 7,45  | 10,74 | 3,09  | 4 886    |
| Arrifana              | 47,02 | 26,92 | 9,26  | 8,14  | 3,16  | 3 573    |
| Caldas de São Jorge   | 43,36 | 26,91 | 8,59  | 10,81 | 4,02  | 1 665    |
| Canedo                | 34,86 | 37,18 | 6,70  | 12,75 | 2,89  | 2 972    |
| Escapães              | 41,19 | 31,41 | 10,96 | 7,97  | 2,99  | 1 770    |
| Espargo               | 35,37 | 35,70 | 9,61  | 9,61  | 4,04  | 916      |
| Feira                 | 34,94 | 34,18 | 11,74 | 9,59  | 3,58  | 6 124    |
| Fiães                 | 43,00 | 26,74 | 10,47 | 9,19  | 4,20  | 4 832    |
| Fornos                | 37,85 | 31,85 | 11,59 | 7,90  | 4,58  | 1 683    |
| Gião                  | 35,33 | 35,99 | 7,31  | 13,30 | 1,74  | 917      |
| Guisande              | 34,28 | 43,53 | 5,69  | 10,08 | 2,61  | 843      |
| Lobão                 | 38,11 | 33,19 | 7,18  | 10,21 | 2,16  | 2 871    |
| Louredo               | 26,84 | 48,04 | 8,09  | 10,78 | 1,59  | 816      |
| Lourosa               | 45,49 | 28,57 | 10,07 | 7,94  | 2,72  | 5 265    |
| Milheirós de Poiares  | 45,97 | 30,13 | 8,56  | 6,58  | 2,94  | 1 975    |
| Mosteirô              | 47,55 | 25,45 | 11,78 | 6,71  | 3,70  | 1 163    |
| Mozelos               | 42,29 | 28,23 | 11,46 | 8,26  | 4,13  | 4 067    |
| Nogueira da Regedoura | 38,08 | 33,98 | 9,01  | 8,50  | 4,39  | 3 164    |
| Paços de Brandão      | 32,38 | 37,56 | 10,23 | 11,25 | 2,62  | 3 128    |
| Pigeiros              | 43,00 | 28,00 | 6,71  | 10,29 | 6,14  | 700      |
| Rio Meão              | 41,41 | 31,97 | 7,98  | 9,13  | 4,12  | 2 934    |
| Romariz               | 39,49 | 35,40 | 5,20  | 9,02  | 2,27  | 1 808    |
| Sanfins               | 44,88 | 27,24 | 8,96  | 9,05  | 2,86  | 1 083    |
| Sanguedo              | 37,95 | 35,40 | 7,86  | 11,62 | 2,34  | 1 884    |
| Santa Maria de Lamas  | 41,16 | 31,76 | 10,30 | 8,32  | 3,71  | 3 234    |
| São João de Ver       | 46,61 | 24,30 | 11,95 | 7,82  | 3,66  | 3 754    |
| São Paio de Oleiros   | 38,70 | 26,10 | 10,26 | 7,84  | 11,82 | 2 563    |
| Souto                 | 41,14 | 30,13 | 11,27 | 8,34  | 3,30  | 2 698    |
| Travanca              | 42,71 | 32,55 | 9,72  | 7,12  | 2,95  | 1 152    |
| Vale                  | 31,09 | 44,16 | 4,01  | 13,26 | 1,87  | 1 071    |
| Vila Maior            | 34,93 | 39,25 | 6,71  | 12,86 | 2,28  | 879      |
| Santa Maria da Feira  | 40,31 | 31,54 | 9,48  | 9,26  | 3,61  | 77 390   |

### São João da Madeira
| Partido                 | Partido                        | Votos  | %               | +/-  |
| ----------------------- | ------------------------------ | ------ | --------------- | ---- |
|                         | Partido Socialista             | 4 967  | 39,19 / 100,00  | 9,68 |
|                         | Partido Social Democrata       | 3 633  | 28,67 / 100,00  | 2,43 |
|                         | Bloco de Esquerda              | 1 386  | 10,94 / 100,00  | 4,74 |
|                         | CDS – Partido Popular          | 1 359  | 10,72 / 100,00  | 2,02 |
|                         | Coligação Democrática Unitária | 608    | 4,80 / 100,00   | 0,36 |
|                         | Outros                         | 351    | 2,76 / 100,00   |      |
| Votos Inválidos         | Votos Inválidos                | 369    | 2,91 / 100,00   | 0,08 |
| Total                   | Total                          | 12 673 | 100,00 / 100,00 |      |
| Eleitorado/Participação | Eleitorado/Participação        | 20 068 | 63,15 / 100,00  | 5,33 |

| Freguesia           | %     | %     | %     | %     | %    | Votantes |
| Freguesia           | PS    | PS    | BE    | CDS   | CDU  | Votantes |
| ------------------- | ----- | ----- | ----- | ----- | ---- | -------- |
| São João da Madeira | 39,19 | 28,67 | 10,94 | 10,72 | 4,80 | 12 673   |
| São João da Madeira | 39,19 | 28,67 | 10,94 | 10,72 | 4,80 | 12 673   |

### Sever do Vouga
| Partido                 | Partido                        | Votos  | %               | +/-  |
| ----------------------- | ------------------------------ | ------ | --------------- | ---- |
|                         | Partido Social Democrata       | 3 429  | 43,74 / 100,00  | 5,04 |
|                         | Partido Socialista             | 1 909  | 24,35 / 100,00  | 2,34 |
|                         | CDS – Partido Popular          | 1 369  | 17,46 / 100,00  | 3,01 |
|                         | Bloco de Esquerda              | 493    | 6,29 / 100,00   | 2,76 |
|                         | Coligação Democrática Unitária | 182    | 2,32 / 100,00   | 0,36 |
|                         | Outros                         | 214    | 2,73 / 100,00   |      |
| Votos Inválidos         | Votos Inválidos                | 243    | 3,10 / 100,00   | 0,44 |
| Total                   | Total                          | 7 839  | 100,00 / 100,00 |      |
| Eleitorado/Participação | Eleitorado/Participação        | 12 164 | 64,44 / 100,00  | 4,76 |

| Freguesia            | %     | %     | %     | %    | %    | Votantes |
| Freguesia            | PSD   | PS    | CDS   | BE   | CDU  | Votantes |
| -------------------- | ----- | ----- | ----- | ---- | ---- | -------- |
| Cedrim               | 47,02 | 15,89 | 22,85 | 3,64 | 2,81 | 604      |
| Couto de Esteves     | 55,32 | 22,65 | 12,94 | 2,47 | 0,92 | 649      |
| Dornelas             | 35,11 | 27,11 | 22,67 | 5,33 | 1,78 | 450      |
| Paradela             | 49,59 | 18,93 | 15,84 | 7,82 | 2,06 | 486      |
| Pessegueiro do Vouga | 42,20 | 21,80 | 21,47 | 6,77 | 2,06 | 1 211    |
| Rocas do Vouga       | 38,07 | 28,78 | 16,43 | 6,87 | 3,44 | 1 077    |
| Sever do Vouga       | 47,50 | 20,77 | 17,32 | 7,65 | 1,76 | 1 478    |
| Silva Escura         | 39,66 | 27,89 | 15,43 | 7,32 | 3,36 | 1 011    |
| Talhadas             | 41,58 | 33,10 | 13,63 | 5,73 | 2,18 | 873      |
| Sever do Vouga       | 43,74 | 24,35 | 17,46 | 6,29 | 2,32 | 7 839    |

### Vagos
| Partido                 | Partido                        | Votos  | %               | +/-  |
| ----------------------- | ------------------------------ | ------ | --------------- | ---- |
|                         | Partido Social Democrata       | 6 368  | 55,57 / 100,00  | 6,04 |
|                         | CDS – Partido Popular          | 2 202  | 19,22 / 100,00  | 3,37 |
|                         | Partido Socialista             | 1 632  | 14,24 / 100,00  | 1,24 |
|                         | Bloco de Esquerda              | 575    | 5,02 / 100,00   | 2,74 |
|                         | Coligação Democrática Unitária | 142    | 1,24 / 100,00   | 0,35 |
|                         | Outros                         | 238    | 2,08 / 100,00   |      |
| Votos Inválidos         | Votos Inválidos                | 302    | 2,64 / 100,00   | 0,03 |
| Total                   | Total                          | 11 459 | 100,00 / 100,00 |      |
| Eleitorado/Participação | Eleitorado/Participação        | 21 239 | 53,95 / 100,00  | 9,24 |

| Freguesia              | %     | %     | %     | %    | %    | Votantes |
| Freguesia              | PSD   | CDS   | PS    | BE   | CDU  | Votantes |
| ---------------------- | ----- | ----- | ----- | ---- | ---- | -------- |
| Calvão                 | 61,50 | 14,94 | 13,82 | 4,08 | 0,46 | 1 078    |
| Covão do Lobo          | 77,53 | 9,38  | 6,25  | 1,93 | 0,74 | 672      |
| Fonte de Angeão        | 64,45 | 13,30 | 11,13 | 5,83 | 0,95 | 737      |
| Gafanha da Boa Hora    | 47,84 | 22,81 | 19,11 | 4,69 | 0,86 | 811      |
| Ouca                   | 56,47 | 23,61 | 13,28 | 1,85 | 1,20 | 919      |
| Ponte de Vagos         | 53,21 | 26,41 | 11,14 | 3,41 | 0,60 | 996      |
| Santa Catarina         | 50,66 | 29,30 | 7,78  | 4,97 | 1,16 | 604      |
| Santo André de Vagos   | 67,19 | 18,11 | 6,75  | 2,87 | 1,48 | 1 082    |
| Santo António de Vagos | 61,13 | 19,28 | 12,21 | 3,28 | 0,62 | 975      |
| Sosa                   | 53,81 | 20,22 | 14,46 | 5,47 | 1,29 | 1 390    |
| Vagos                  | 40,77 | 16,99 | 24,19 | 9,89 | 2,46 | 2 195    |
| Vagos                  | 55,57 | 19,22 | 14,24 | 5,02 | 1,24 | 11 459   |

### Vale de Cambra
| Partido                 | Partido                        | Votos  | %               | +/-  |
| ----------------------- | ------------------------------ | ------ | --------------- | ---- |
|                         | Partido Social Democrata       | 4 549  | 31,32 / 100,00  | 1,42 |
|                         | Partido Socialista             | 4 380  | 30,16 / 100,00  | 6,90 |
|                         | CDS – Partido Popular          | 2 934  | 20,20 / 100,00  | 4,04 |
|                         | Bloco de Esquerda              | 1 181  | 8,13 / 100,00   | 3,36 |
|                         | Coligação Democrática Unitária | 439    | 3,02 / 100,00   | 0,50 |
|                         | Movimento Mérito e Sociedade   | 236    | 1,63 / 100,00   | Novo |
|                         | Outros                         | 311    | 2,15 / 100,00   |      |
| Votos Inválidos         | Votos Inválidos                | 492    | 3,39 / 100,00   | 0,08 |
| Total                   | Total                          | 14 522 | 100,00 / 100,00 |      |
| Eleitorado/Participação | Eleitorado/Participação        | 22 651 | 64,11 / 100,00  | 4,54 |

| Freguesia              | %     | %     | %     | %    | %    | %    | Votantes |
| Freguesia              | PSD   | PS    | CDS   | BE   | CDU  | MMS  | Votantes |
| ---------------------- | ----- | ----- | ----- | ---- | ---- | ---- | -------- |
| Arões                  | 38,73 | 22,54 | 28,70 | 3,77 | 1,19 | 0,70 | 1 007    |
| Cepelos                | 36,72 | 22,33 | 25,19 | 6,24 | 3,07 | 0,85 | 945      |
| Codal                  | 28,22 | 35,62 | 15,49 | 9,13 | 4,70 | 1,11 | 723      |
| Junqueira              | 43,84 | 14,87 | 28,84 | 5,46 | 1,52 | 1,27 | 787      |
| Macieira de Cambra     | 23,78 | 40,01 | 17,69 | 7,93 | 3,15 | 1,90 | 2 889    |
| Roge                   | 30,20 | 35,54 | 18,60 | 8,10 | 1,93 | 1,20 | 1 086    |
| São Pedro de Castelões | 31,31 | 27,48 | 20,47 | 9,44 | 3,45 | 1,77 | 4 407    |
| Vila Chã               | 32,34 | 31,37 | 16,84 | 9,60 | 3,24 | 1,52 | 2 375    |
| Vila Cova de Perrinho  | 33,00 | 22,77 | 17,49 | 4,62 | 3,63 | 6,93 | 303      |
| Vale de Cambra         | 31,32 | 30,16 | 20,20 | 8,13 | 3,02 | 1,63 | 14 522   |